# 설송웅
설송웅(偰松雄, 1942년 8월 10일~2024년 8월 15일 )은 대한민국의 정치인이다. 제16대 국회의원, 새누리당 최고위원, 새누리당 상임고문을 역임했다. 본관은 경주이다.

## 학력
- 서울용산초등학교(졸업)
- 용산중학교(졸업)
- 중동고등학교(졸업)
- 동국대학교(정치외교학 학사)
- 서울대학교 행정대학원(행정학 석사과정 수료)

## 경력
- 카자흐스탄 국립대학교 명예정치학 박사 및 명예교수
- 4ㆍ19 위령탑 건립추진위원회 학생위원장
- 한민족 사상연구회 회장
- 아디다스 부회장
- 사단법인 4ㆍ19 회장
- 초대 민선 용산구청장
- 제16대 국회의원
- 새천년민주당 용산지구당 위원장
- 국회 건설교통위원회 간사
- 새천년민주당 총재특보
- 대한민국헌정회 이사
- 새천년민주당 상임위원
- 열린우리당 전임위원
- 대통합민주신당 중앙행정위원
- 새누리당 최고위원
- 새누리당 상임고문
- 자유한국당 전임고문

## 작품 및 논문
- 나의 꿈 나의 보람, 수도권 신도시 수용추정과 신도시 성장관리 방향
- 임진강댐 개발과 개성공단 연계방안
- 건설산업의 위기극복과 구조개혁-시장시스템과 보증제도 중심으로
- 전세난 급등대책, 주택정책의 방향전환
- 물관리 일원화 방안

## 상훈 내역
- 대한민국 건국포장

## 역대 선거 결과
|  | 17.58% |

|  | 9.13% |

|  | 58.53% |

|  | 44.78% |

## 같이 보기
- 용산구 (1988년 선거구)
- 서울 용산구의 국회의원
- 용산구청장

## 가족 관계
- 배우자: 있음(1938~)
- 아들: 설민석(1970~)
- 며느리: 있음
- 손자: 있음(2015~)